# ديبرا فيشر
ديبرا فيشر (بالإنجليزية: Debra Fischer )‏ (و. القرن 20  م) هي عالمة فلك من الولايات المتحدة الأمريكية . وهي عضوة في الأكاديمية الأمريكية للفنون والعلوم .

## التعليم
تعلمت في جامعة آيوا، وجامعة سان فرانسيسكو الحكومية